# 黃才敏
黃才敏（1536年—？），字爾懋，號心斋，福建泉州府晉江縣人，民籍，明朝政治人物。

## 生平
嘉靖三十七年（1558年）戊午科福建鄉試第一名。嘉靖四十四年（1565年）登乙丑科進士。礼部观政，四十五年八月授户部主事，隆慶三年（1569年）闰六月改礼科给事中，四年二月养病。十二月降建平县丞，六年七月升霍丘知县，卒。

## 紀念
晉江有盛世群英坊，乃朝廷為黃才敏等舉人所立。

## 家族
曾祖黃敷道；祖父黃重堅；父黃瑄。前母盧氏赠安人；母許氏，贈安人；繼母許氏；繼母張氏，贈安人。兄懷仁、懷禮、懷智、士敏（知县）、弟学敏（庠生）。